# Peter Cipollone
Peter Cipollone, född den 5 februari 1971 i Marietta, Ohio, är en amerikansk roddare.
Han tog OS-guld i åtta med styrman i samband med de olympiska roddtävlingarna 2004 i Aten.